# St. Pankratius (Bettenhoven)

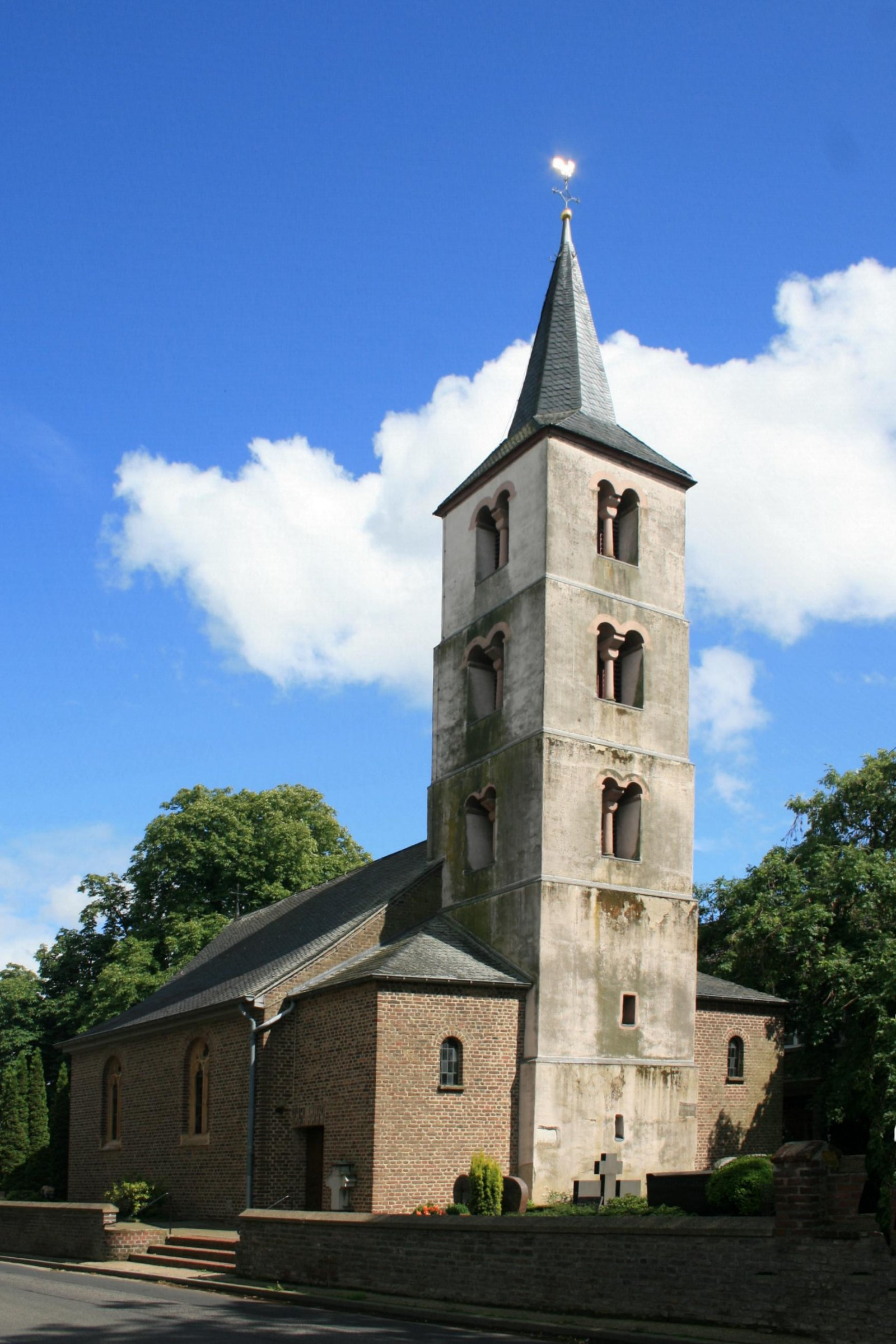
St. Pankratius in Bettenhoven

St. Pankratius ist die römisch-katholische Pfarrkirche des Ortsteils Bettenhoven der Gemeinde Titz im Kreis Düren (Nordrhein-Westfalen).
Die Kirche ist unter Nummer 16 in die Liste der Baudenkmäler in Titz eingetragen und dem römischen Märtyrer Pankratius geweiht.

## Geschichte
Eine Kirche in Bettenhoven wurde erstmals im Jahr 1216 urkundlich genannt. In dieser Urkunde wird erwähnt, dass die Patronatsrechte von Hermann von Alfter an das Kloster in Füssenich übertragen worden sind. 1550 besaß ein Kloster namens Hameren die Patronatsrechte. Um 1216 war Bettenhoven vermutlich auch bereits eine eigenständige Pfarrei. Im Zuge der Pfarrumschreibung während der Franzosenzeit wurde die Pfarre 1804 aufgelöst und der Pfarre Rödingen einverleibt. Erst 1840 wurde die Bettenhovener Pfarrei wiedererrichtet. Bis zum Jahr 1895 gehörte Kalrath als Filiale zum Bettenhovener Pfarrbezirk, wurde jedoch in diesem Jahr selbst Pfarre.
Die Bettenhovener Pfarre ist heute ein Teil der Gemeinschaft der Gemeinden (GdG) Titz und kann wohl zu den kleinsten Pfarreien des Bistums Aachen gezählt werden, da der Ort nur um die 50 Einwohner hat. Schon 1908 wurde erwähnt, dass Bettenhoven mit damals 72 Seelen die kleinste Pfarrei im Erzbistum Köln sei. Erst seit 1930 gehört die Pfarre zum Bistum Aachen, das in diesem Jahr errichtet wurde.

## Baugeschichte
Die Kirche in Bettenhoven ist ein Bau des 11. bis 19. Jahrhunderts, bestand also schon lange bevor sie urkundlich erwähnt wurde. Die drei unteren Geschosse des romanischen Glockenturms sowie das Mittelschiff der kleinen Saalkirche wurden um das Jahr 1030 errichtet. Die Konsekration des Gotteshauses erfolgte durch den Kölner Erzbischof Pilgrim. Davon zeugt ein Konsekrationssiegel, welches sich bis in die 1860er Jahre im Altar der Kirche befand. Im 15. Jahrhundert wurde der Chor angebaut und das heutige Mittelschiff erhielt ein Gewölbe. Im 17. Jahrhundert erhielt der Turm das vierte Geschoss und 1817 den heutigen Turmhelm. 1843 wurde das nördliche 1863 das südliche Seitenschiff angebaut. Durch den Anbau der Sakristei hinter dem Chor 1865 erhielt die Pfarrkirche ihre heutige Gestalt.

## Architektur
St. Pankratius ist eine dreischiffige und zweijochige Stufenhallenkirche mit einem vorgesetzten viergeschossigen Glockenturm im Westen, der an der Nord- und Südseite von zwei kleineren Vorbauten begleitet wird. Im Osten des Kirchenschiffes befindet sich der dreiseitig geschlossene Chor an dessen Ostseite sich die sechseckige Sakristei befindet. Der Glockenturm sowie das Mittelschiff wurden im Baustil der Romanik errichtet. Der Chor ist gotisch, wie auch das Kreuzrippengewölbe in Chor und Mittelschiff. Die beiden Seitenschiffe und die Sakristei wurden im Baustil der Neugotik errichtet.

## Ausstattung
Im Chor der Kirche befinden sich zwei Buntglasfenster des Künstlers Wilhelm Ruprecht von 1957. Das Linke stellt Szenen aus dem Leben des hl. Märtyrers Pankratius und das Rechte Szenen aus dem Leben des hl. Hermann Joseph von Steinfeld dar. Von der Kirchenausstattung sind noch der barocke Hochaltar zu erwähnen, die beiden spätbarocken Seitenaltäre und die neugotische Kanzel mit Darstellungen der vier Evangelisten. Auch erwähnenswert ist eine Figur mit der Darstellung Maria mit dem Jesukind. Sie wurde um 1300 geschaffen und besitzt französische Einflüsse.

## Glocken
| Nr. | Name                    | Durchmesser (mm) | Masse (kg, ca.) | Schlagton (HT-1/16) | Gießer            | Gussjahr |
| 1   | Martinus und Pankratius | 781              | 320             | b′ +1               | Jakob van Venrath | 1465     |
| 2   | Matthias                | 699              | 235             | es″ −5              | Johann Wael       | 1434     |
| 3   | Sterbeglocke            | 464              | 60              | f″ −3               | François Raclé    | 1620     |

## Pfarrer
Folgende Priester wirkten bislang als Pastor an St. Pankratius:
| von – bis | Name                                |
| --------- | ----------------------------------- |
| 1927–1931 | Konrad Schmitz                      |
| 1931–1933 | Heinrich Benz                       |
| 1933–1935 | Karl Nießen                         |
| 1935–1940 | Bernhard Pesch                      |
| 1940–1943 | Heinrich Hoffmanns                  |
| 1943–1947 | Josef Prömpler                      |
| 1947–1949 | Franz Oidtmann                      |
| 1949–1973 | P. Franz Christl OSFS               |
| 1973–1975 | P. Wilhelm Bertram OSFS             |
| 1975–1988 | P. Heinrich Spelthahn OSFS          |
| 1989–2020 | Wolf-Dieter Telorac                 |
| Seit 2020 | Norbert Glasmacher (Pfarrverwalter) |